# Счастливый, Пётр Васильевич
Пётр Васи́льевич Счастли́вый (18 апреля 1979, Вихоревка, Иркутская область, СССР) — российский хоккеист, центральный нападающий.

## Биография

### Клубная карьера
Начал заниматься хоккеем в Ангарске. В 18 лет он перебрался в ярославское «Торпедо». В то же время на драфте НХЛ 1998 года его выбрал в 4 раунде под общим 101-м номером клуб «Оттава Сенаторз». Он отыграл лишь один сезон за ярославцев, прежде чем отправиться в Северную Америку.
Первые три года за океаном Счастливый провёл в основном в фарм-клубе «Оттавы» в ИХЛ «Гранд-Рапидс Гриффинс». В сезоне 1999/00 он в составе «Гриффинс» вышел в финал Кубка Тёрнера. Однако выиграть трофей ему не удалось: победу в финальной серии одержал «Чикаго Вулвз» — 4:2.
Первый матч в НХЛ провёл 3 января 2000 года против «Нью-Джерси Дэвилз». Первую шайбу в лиге забросил 4 апреля в ворота «Вашингтон Кэпиталз». Лишь в сезоне 2002/2003 Счастливому удалось закрепиться в составе «Сенаторз». 2 апреля 2004 года «Оттава» отдала его в «Анахайм» в обмен на Тодда Симпсона.
Перед сезоном 2004/05 Счастливый вернулся в Россию, где подписал контракт «Локомотивом». В свой первый же сезон за ярославцев стал бронзовым призёром чемпионата. В сезоне 2005/06 вместе с «Локомотивом» дошёл до полуфинала, где команда уступила будущему чемпиону — «Ак Барсу».
Перед сезоном 2006/07 Счастливый перешёл в мытищинский «Химик». Этот сезон стал самым результативным для него в России: в 54-х матчах регулярного сезона он набрал 34 балла.
С сезона 2007/08 начал выступать за ЦСКА. Набирал в среднем по одному очку за две игры. Под конец сезона 2009/10 Счастливый по итогам обмена перешёл в «Салават Юлаев». Вместе с новой командой он дошёл до финала конференций, в котором уступили «Ак Барсу».
На следующий год в составе уфимцев стал обладателем Кубка Гагарина. В сезоне 2011/12 за 54 матча регулярного чемпионата набрал лишь 18 очков. По окончании сезона стало известно, что «Салават Юлаев» по обоюдному согласию сторон расторг контракт.
3 мая 2012 года Счастливый подписал контракт с нижегородским «Торпедо».

### Карьера в сборной
В составе молодёжной сборной России Счастливый принимал участие в МЧМ-1999. Вместе с командой он завоевал золотые медали. В семи матчах турнира забросил три шайбы и отдал четыре результативные передачи.
В 2004 году был приглашён в основную сборную России для участия в Еврохоккейтуре. Всего на этапах Евротура провёл 38 игр, в которых набрал 24 очка.
В 2007 году вошёл в заявку сборной России для участия в чемпионате мира-2007. Перед началом турнира Счастливый был назначен капитаном сборной. Сборная России завоевала бронзовые медали. Счастливый за 8 игр турнира набрал 4 результативных балла. После чемпионата был награждён почетной грамотой правительства РФ за успешное выступление сборной на турнире.

## Семья
Женат на латвийской легкоатлетке Инете Радевича. 12 февраля 2009 года у них родился сын.

## Статистика
| Легенда | Легенда                    | Легенда | Легенда                   | Легенда | Легенда    |
| ------- | -------------------------- | ------- | ------------------------- | ------- | ---------- |
| И       | Количество проведённых игр | Штр     | Штрафное время            | +/−     | Плюс-минус |
| Г       | Голы                       | П       | Голевые передачи          | О       | Очки       |
| -       | Статистика неизвестна      | —       | Статистика не учитывалась |         |            |

### Клубная
- b В «Регулярном сезоне» учитывается статистика игрока совместно с Переходным турниром.
- a В «Плей-офф» учитывается статистика игрока в Кубке Надежды.

## Достижения
Командные
| Год           | Команда             | Достижение                                 | Достижение |
| ------------- | ------------------- | ------------------------------------------ | ---------- |
| 2005          | Локомотив Ярославль | Бронзовый призёр чемпионата России         |            |
| 2010          | Салават Юлаев       | Бронзовый призёр чемпионата России / КХЛ   |            |
| 2011          | Салават Юлаев       | Обладатель Кубка Гагарина / чемпион России |            |
| 2018          | Чиксереда           | Чемпион Румынии                            |            |
| 2018          | Чиксереда           | Обладатель Кубка Румынии                   |            |
| Международные |                     |                                            |            |
| 1999          | Россия (мол.)       | Победитель молодёжного чемпионата мира     |            |
| 2007          | Россия              | Бронзовый призёр чемпионата мира           |            |